# Kevin Zannoni
Kevin Zannoni (Cesena, 8 september 2000) is een Italiaans motorcoureur.

## Carrière
Zannoni begon zijn motorsportcarrière in de minibikes. In 2014 debuteerde hij in de Pre Moto3-klasse van het Italiaans kampioenschap wegrace en werd vierde in de eindstand. In 2015 werd hij derde in dezelfde klasse. In 2016 stapte hij binnen het Italiaans kampioenschap over naar de Moto3-klasse, waarin hij op een Mahindra reed. Hij behaalde drie podiumplaatsen, voordat hij in de seizoensfinale op het Circuit Mugello zijn eerste race won. Met 129 punten werd hij achter Manuel Pagliani en Nicholas Spinelli derde in de eindstand. Dat jaar nam hij ook deel aan de FIM MotoGP Rookies Cup. Een zevende plaats op het Misano World Circuit Marco Simoncelli was zijn beste resultaat en hij werd met 41 punten vijftiende in het klassement.
In 2017 stapte Zannoni binnen het kampioenschap over naar een KTM en won hij twee races op Misano en het Autodromo Vallelunga. Hiernaast stond hij nog vijf keer op het podium. Met 178 punten werd hij achter Spinelli tweede in de eindstand. Tevens maakte hij dat jaar zijn debuut in de Moto3-klasse van het wereldkampioenschap wegrace als wildcardcoureur voor Althea Racing op een KTM tijdens de Grand Prix van San Marino, maar haalde hierin de finish niet.
In 2018 bleef Zannoni actief in het Italiaanse Moto3-kampioenschap, maar stapte hij over naar een TM. Hij kende een dominant seizoen en won vijf races; twee op zowel Misano als Mugello en een op Vallelunga. Daarnaast stond hij nog vijf keer op het podium. Met 241 punten werd hij overtuigend kampioen in de klasse. Tevens nam hij voor hetzelfde team deel aan het Spaanse Moto3-kampioenschap. Hier was een elfde plaats op het Circuit de Barcelona-Catalunya zijn beste resultaat en eindigde hij met elf punten op plaats 27 in het klassement. Ook reed hij dat jaar wederom als wildcardcoureur in de Moto3-race van de Grand Prix van San Marino, waarin hij twintigste werd.
In 2019 begon Zannoni het Italiaanse Moto3-seizoen met drie opeenvolgende zeges - twee op Misano en een op Mugello. In de rest van het seizoen behaalde hij nog slechts een podiumplaats, waardoor hij met 121 punten achter Spinelli en Alberto Surra derde werd. Tevens reed hij dat jaar als wildcardcoureur in de Grand Prix van Italië, maar moest hierin met technische problemen opgeven. Hij miste het laatste weekend in de Italiaanse Moto3 omdat hij dat weekend door het team SIC58 Squadra Corse werd opgeroepen om de geblesseerde Niccolò Antonelli op een Honda tijdens de Grand Prix van Thailand te vervangen. Hij eindigde in deze race als zeventiende.
In 2020 reed Zannoni een vierde opeenvolgende seizoen in het Italiaanse Moto3-kampioenschap, waarin hij voor het opleidingsteam van Gresini Racing op een Honda reed. Hij won de eerste vier races van het seizoen op Mugello en Misano. Hoewel hij daarna niet meer op het podium finishte, werd hij met 145 punten wel voor de tweede keer kampioen in de klasse.
In 2021 maakte Zannoni de overstap naar de MotoE-klasse van het wereldkampioenschap wegrace, waarin hij voor het LCR E-Team reed. Hij kende een moeizame start, maar gedurende het seizoen werden zijn resultaten steeds beter. Een vierde plaats in San Marino was zijn beste race-uitslag. Met 44 punten werd hij twaalfde in de eindstand. Tevens stapte hij binnen het Italiaans kampioenschap wegrace over naar de Supersport-klasse, waarin hij op een Yamaha reed. Hier was een vijfde plaats op het Autodromo Internazionale Enzo e Dino Ferrari zijn beste resultaat, waardoor hij met 47 punten veertiende in het klassement werd.
In 2022 was Zannoni in de MotoE de enige coureur van het team Ongetta Sic58 Squadracorse. Wederom was een vierde plaats zijn beste resultaat, die hij in Frankrijk behaalde. Met 71,5 punten verbeterde hij zichzelf naar de tiende plaats in het kampioenschap. In het Italiaans kampioenschap Supersport won hij tweemaal op Misano en stond hij daarnaast nog zeven keer op het podium. Met 195 punten werd hij achter Marco Bussolotti tweede in het eindklassement.
In 2023 reed Zannoni enkel in de MotoE, wederom bij Sic58. In de Grand Prix van Oostenrijk behaalde hij zijn eerste pole position in het wereldkampioenschap en stond hij in beide races op het podium. Met 130 punten werd hij negende in het kampioenschap. In 2024 kwam hij uit voor het Openbank Aspar Team. In Frankrijk stond hij in de eerste race op het podium. Ook in Catalonië behaalde hij een podiumfinish in de eerste race, voordat hij in de tweede race zijn eerste Grand Prix-overwinning behaalde.

## Statistieken

### Grand Prix

#### Per seizoen
| Seizoen | Klasse | Motor    | Team                       | Races | Winst | Podiums | Poles | SR | Ptn   | Pos |
| ------- | ------ | -------- | -------------------------- | ----- | ----- | ------- | ----- | -- | ----- | --- |
| 2017    | Moto3  | KTM      | Althea Racing              | 1     | 0     | 0       | 0     | 0  | 0     | NC  |
| 2018    | Moto3  | TM       | TM Racing Factory 3570 MTA | 1     | 0     | 0       | 0     | 0  | 0     | 41e |
| 2019    | Moto3  | TM       | TM Official Team           | 1     | 0     | 0       | 0     | 0  | 0     | 38e |
| 2019    | Moto3  | Honda    | SIC58 Squadra Corse        | 1     | 0     | 0       | 0     | 0  | 0     | 38e |
| 2021    | MotoE  | Energica | LCR E-Team                 | 7     | 0     | 0       | 0     | 1  | 44    | 12e |
| 2022    | MotoE  | Energica | Ongetta Sic58 Squadracorse | 12    | 0     | 0       | 0     | 0  | 71,5  | 10e |
| 2023    | MotoE  | Ducati   | Ongetta Sic58 Squadracorse | 16    | 0     | 2       | 1     | 0  | 130   | 9e  |
| 2024    | MotoE  | Ducati   | OpenBank Aspar Team        | 16    | 2     | 5       | 0     | 1  | 191   | 4e  |
| 2025*   | MotoE  | Ducati   | Openbank Aspar Team        | 6     | 0     | 1       | 0     | 0  | 49    | 9e  |
| Totaal  | Totaal | Totaal   | Totaal                     | 61    | 2     | 8       | 1     | 2  | 485,5 |     |

#### Per klasse
| Klasse | Seizoenen             | 1e GP                 | 1e podium             | 1e winst              | Races | Winst | Podiums | Poles | SR | Ptn   | Kampioen |
| ------ | --------------------- | --------------------- | --------------------- | --------------------- | ----- | ----- | ------- | ----- | -- | ----- | -------- |
| Moto3  | 2017-2019             | San Marino 2017       |                       |                       | 4     | 0     | 0       | 0     | 0  | 0     | 0        |
| MotoE  | 2021-heden            | Spanje 2021           | Oostenrijk 2023 R1    | Catalonië 2024 R2     | 57    | 2     | 8       | 1     | 2  | 485,5 | 0        |
| Totaal | 2017-2019, 2021-heden | 2017-2019, 2021-heden | 2017-2019, 2021-heden | 2017-2019, 2021-heden | 61    | 2     | 8       | 1     | 2  | 485,5 | 0        |

#### Races per jaar
(vetgedrukt betekent pole positie; cursief betekent snelste ronde)
| Jaar | Klasse | Motor    | 1       | 2       | 3       | 4       | 5       | 6       | 7       | 8      | 9       | 10       | 11      | 12      | 13      | 14     | 15       | 16     | 17  | 18  | 19  | Pos | Ptn  |
| ---- | ------ | -------- | ------- | ------- | ------- | ------- | ------- | ------- | ------- | ------ | ------- | -------- | ------- | ------- | ------- | ------ | -------- | ------ | --- | --- | --- | --- | ---- |
| 2017 | Moto3  | KTM      | QAT     | ARG     | AME     | SPA     | FRA     | ITA     | CAT     | NED    | DUI     | TSJ      | OOS     | GBR     | SMR DNF | ARA    | JPN      | AUS    | MAL | VAL |     | NC  | 0    |
| 2018 | Moto3  | TM       | QAT     | ARG     | AME     | SPA     | FRA     | ITA     | CAT     | NED    | DUI     | TSJ      | OOS     | GBR     | SMR 20  | ARA    | THA      | JPN    | AUS | MAL | VAL | 41  | 0    |
| 2019 | Moto3  | TM       | QAT     | ARG     | AME     | SPA     | FRA     | ITA DNF | CAT     | NED    | DUI     | TSJ      | OOS     | GBR     | SMR     | ARA    |          |        |     |     |     | 38  | 0    |
| 2019 | Moto3  | Honda    |         |         |         |         |         |         |         |        |         |          |         |         |         |        | THA 17   | JPN    | AUS | MAL | VAL | 38  | 0    |
| 2021 | MotoE  | Energica | SPA 14  | FRA 11  | CAT 12  | NED 13  | OOS 9   | SMR1 6  | SMR2 4  |        |         |          |         |         |         |        |          |        |     |     |     | 12  | 44   |
| 2022 | MotoE  | Energica | SPA1 12 | SPA2 13 | FRA1 16 | FRA2 4  | ITA1 8  | ITA2 5  | NED1 10 | NED2 9 | OOS1 7  | OOS2 13  | SMR1 11 | SMR2 10 |         |        |          |        |     |     |     | 10  | 71,5 |
| 2023 | MotoE  | Ducati   | FRA1 4  | FRA2 8  | ITA1 8  | ITA2 10 | DUI1 11 | DUI2 12 | NED1 10 | NED2 6 | GBR1 12 | GBR2 DNF | OOS1 3  | OOS2 3  | CAT1 11 | CAT2 7 | SMR1 5   | SMR2 6 |     |     |     | 9   | 130  |
| 2024 | MotoE  | Ducati   | POR1 5  | POR2 7  | FRA1 2  | FRA2 9  | CAT1 3  | CAT2 1  | ITA1 4  | ITA2 1 | NED1 13 | NED2 7   | DUI1 8  | DUI2 15 | OOS1 4  | OOS2 2 | SMR1 DNF | SMR2 5 |     |     |     | 4   | 191  |
| 2025 | MotoE  | Ducati   | FRA1 4  | FRA2 2  | NED1 8  | NED2 11 | OOS1 13 | OOS2 17 | HON1    | HON2   | CAT1    | CAT2     | SMR1    | SMR2    | POR1    | POR2   |          |        |     |     |     | 9*  | 49*  |

* Seizoen nog bezig.